# جدول راهنمای طناب اعدام
جدول راهنمای طناب اعدام (انگلیسی: Official Table of Drops) که قبلاً توسط وزارت کشور بریتانیا صادر می‌شد، جدولی است که دستورالعمل‌هایی را برای اعدام زندانیان با طناب دار ارائه می‌دهد. به دلیل اعدام‌های ناموفق و همچنین برخی اعدام‌های بسیار دردناک و رنجاور، این راهنما توسط متخصصین با توجه به کمیت‌های فیزیکی و محاسبات صحیح طراحی شد. این جدول طول طناب و وزن محکوم به مرگ را برای اطمینان از اجرای صحیح با کمترین درد و رنج و دستیابی کارآمد اعدام مشخص می‌کند. این جدول بر اساس تحقیقات علمی تهیه شده‌است و هدف آن محاسبه فاصله دقیق مورد نیاز برای یک سقوط برای شکستن گردن زندانی است که باعث مرگ فوری بدون رنج غیرضروری می‌شود. عوامل مختلفی مانند وزن، قد و هیکل فرد برای تعیین طول سقوط مناسب در نظر گرفته می‌شود. هدف از جدول رسمی قطره‌ها استاندارد کردن و به حداقل رساندن درد و رنج ناشی از حلق آویز کردن به عنوان روشی برای مجازات اعدام است. استفاده از جدول در بریتانیا کاربرد داشت تا اینکه این کشور در سال ۱۹۶۵ مجازات اعدام را به حالت تعلیق درآورد و بریتانیا در سال ۱۹۹۸ مجازات اعدام را به کلی لغو کرد. این جدول در مستعمرات سابق بریتانیا که مجازات اعدام با دار زدن را حفظ کرده‌اند، مانند سنگاپور، همچنان مورد استفاده قرار می‌گیرد.

## مشخصات
1. محاسبات بر اساس وزن: جدول وزن زندانی را در نظر می‌گیرد، زیرا عامل مهمی در تعیین طول فاصله سقوط مناسب است. این کمک می‌کند تا اطمینان حاصل شود که نیروی اعمال شده در طول اجرا برای ایجاد یک مرگ سریع و بدون درد کافی است.
2. دستورالعمل‌های مبتنی بر قد: علاوه بر وزن، قد زندانی نیز در تعیین طول قطره در نظر گرفته می‌شود. این تغییرات در اندازه و ساختار بدن را نشان می‌دهد و محاسبه دقیق تری را برای اجرای موفقیت‌آمیز ارائه می‌دهد.
3. شکستن لحظه ای گردن: هدف رسیدن به مرگ فوری و بدون درد با شکستن گردن زندانی است. هدف محاسبات تعیین مقدار دقیق نیروی مورد نیاز برای انجام این کار، به حداقل رساندن رنج در طول اجرا است.
4. استانداردسازی: جدول، فرایند اجرا را با ارائه دستورالعمل‌ها و اندازه‌گیری‌های خاص استاندارد می‌کند. این امر ثبات و انصاف را در اعمال روش مجازات اعدام تضمین می‌کند.
5. رویکرد مبتنی بر تحقیق: جدول بر اساس تحقیقات علمی و مطالعات انجام شده است و برای درک طول افت بهینه لازم برای ایجاد مرگ فوری بدون ایجاد رنج غیر ضروری است. این رویکرد مبتنی بر شواهد به بهبود انسانی بودن روش حلق آویز کردن کمک می‌کند.

توجه به این نکته ضروری است که استفاده از جدول بسته به حوزه قضایی، مقررات قانونی و هنجارهای فرهنگی مناطق و کشورهای مختلف ممکن است متفاوت باشد.

## جدول
| وزن مجرم  | وزن مجرم        | وزن مجرم | 1888 drop | 1888 drop | 1892 drop | 1892 drop | 1913 drop | 1913 drop |
| سنگ (یکا) | پوند (یکای جرم) | kg       | ft        | cm        | ft        | cm        | ft        | cm        |
| --------- | --------------- | -------- | --------- | --------- | --------- | --------- | --------- | --------- |
| 14.0      | 196             | 89       | 6′5"      | 196       | 4'3½"     | 131       | 5′1"      | 155       |
| 13.5      | 189             | 86       | 6′8"      | 203       | 4'5"      | 135       | 5′3½"     | 161       |
| 13.0      | 182             | 82½      | 6′11"     | 211       | 4'7"      | 140       | 5′6"      | 168       |
| 12.5      | 175             | 79¼      | 7′3"      | 221       | 4'9½"     | 146       | 5′8½"     | 174       |
| 12.0      | 168             | 76¼      | 7′6"      | 229       | 5'0"      | 152       | 5′11½"    | 182       |
| 11.5      | 161             | 73       | 7′10"     | 239       | 5'2½"     | 159       | 6′2½"     | 189       |
| 11.0      | 154             | 70       | 8′2"      | 249       | 5'5"      | 165       | 6′6"      | 198       |
| 10.5      | 147             | 66⅔      | 8′7"      | 262       | 5'8½"     | 174       | 6′9½"     | 207       |
| 10.0      | 140             | 63½      | 9′0"      | 274       | 6'0"      | 183       | 7′2"      | 218       |
| 9.5       | 133             | 60¼      | 9′3"      | 282       | 6'3½"     | 192       | 7′6"      | 229       |
| 9.0       | 126             | 57       | 9′6"      | 293       | 6'8"      | 203       | 7′11"     | 241       |
| 8.5       | 119             | 54       | 9′9"      | 297       | 7'0½"     | 215       | 8′5"      | 257       |
| 8.0       | 112             | 51       | 10′0"     | 305       | 7'6"      | 229       | 8′6"      | 259       |